# بيدو (قبيلة)
بيدا (بالصومالية: Biida)‏ أو بيدو هو اتحاد عشائري في مدينة براوة، بولاية جنوب غرب الصومال وهي إحدى المجموعات التي تشكل جزءًا من (بالصومالية: Todobo Tol)‏ (والتي تعني 7 عشائر) والمعروفة أيضًا باسم "بروانيين". وتعيش بعض العشائر التابعة للاتحاد في مناطق أخرى مثل مركا ومقديشو.

## نظرة عامة

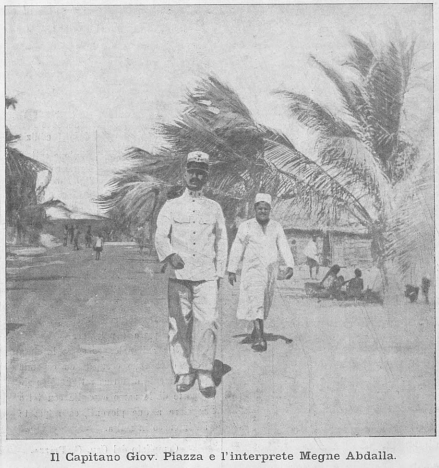
جيوفاني بيازا ومُوني عبد الله في براوي

"بيدا" وتعني "المستقرة" باللغة البروانية هو اتحاد عشائري يتكون الآن من 10 عشائر، حيث انضمت كل عشيرة منها في فترات تاريخية مختلفة على مدار الألفية الماضية. وكان الأعضاء القدامى في الاتحاد ينحدرون من قبائل وائل وأمية والجبريين وقحطان وقبائل أخرى من جنوب الجزيرة العربية بشكل أساسي، ولا تزال هذه الأسماء العربية موجودة في نسب العائلات المحلية، ومع مرور الوقت تغيرت أسماء هذه القبائل وصار يُطلق على الوائليين اسم را والي، والأمويين اسم را معلمو، والجابريين اسم جَبرة/جبرو، والقحطانيين اسم رير فقي. وجرت العادة على إضافة وافدين جدد من شبه الجزيرة العربية تحت هذا الاتحاد بعد استقرارهم في براوة لبعض الوقت ويقدموا الولاء الرسمي للاتحاد.

## الجغرافيا
يعيش أفراد من أعضاء اتحاد بيدا في جميع أنحاء المدن الرئيسية في جنوب الصومال مثل مقديشو، ومركا، وأفغوي، وجلب، وبؤالي، وبيدوا، وبارطيري، ودينسور. كما أن بعض العشائر أعضاء في اتحادات عشائرية أخرى في مركا ومقديشو، مثل قبيلة رير فقي وشانشيو. ويعيش أفراد من عشائر بيدا في كل من زنجبار وكينيا، وخاصة في المناطق الساحلية مثل لامو وماليندي ومومباسا (انتقل معظمهم إلى هذه المناطق بعد الحرب).

## العشائر
- بيدو
  - را والي
  - را معلمو
  - غبرو
  - را ماشانجا
  - رير فقي
  - ر شقالي (ر بقتيلي، را دُريسا)
  - عبدي شوقالي
  - را بكاري (را نورشي، را رابي، رل بنواري)
  - را صادق (رير عبد العزيز)
  - را مكاوو
  - زيماركا
  - را مجومي

## شخصيات بارزة

### علماء دين
- عبد العزيز الأموي البراوي.
- محيي الدين القحطاني الوائلي البراوي
- قاسم محيي الدين الوائلي البراوي

### سياسيون
- مريم قاسم وزيرة التنمية الإجتماعية.
- برعي محمد حمزة (1945-2016) دبلوماسي صومالي وعضو مجلس الشعب الصومالي.